# NGC 1109
NGC 1109 è una galassia lenticolare compatta situata nella costellazione dell'Ariete, a una distanza di circa 417 milioni di anni luce dalla nostra Via Lattea.

## Scoperta

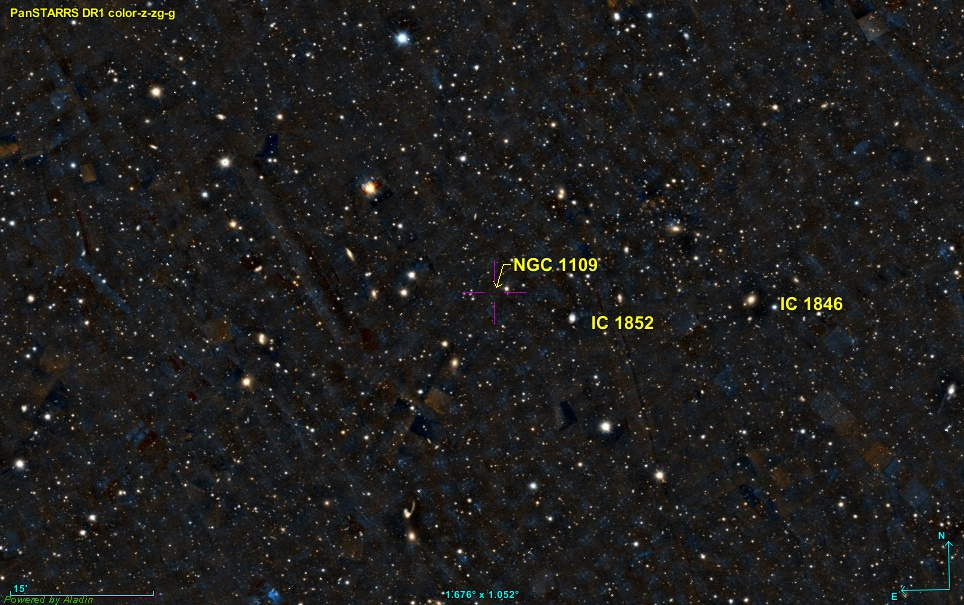
La posizione di NGC 1109 indicata da Marth nelle sue osservazioni.

La galassia è stata scoperta il 2 dicembre 1863 dall'astronomo tedesco Albert Marth. La galassia è stata nuovamente osservata e descritta dall'astronomo francese Stéphane Javelle il 7 gennaio 1896 e in seguito inserita nell'Index Catalogue con la designazione IC 1846.
Data l'imprecisione nelle coordinate riportate nel corso dell'osservazione, alcuni autori identificano NGC 1109 con IC 1850 o IC 1852, entrambe osservate nella stessa notte da Stéphane Javelle. Seligman ritiene anche possibile che NGC 1109 sia da considerarsi un oggetto inesistente o perduto, in quanto non è presente alcuna galassia nella posizione indicata da Albert Marth nelle sue osservazioni del 2 dicembre 1863.

## Supernova
Il 13 dicembre 2007, all'interno di NGC 1109 è stata scoperta la supernova SN 2007so da D. Madison e W. Li nel corso del programma LOSS (Lick Observatory Supernova Search) dell'Osservatorio Lick. La supernova è stata classificata di tipo Ia.